# 山﨑祥希
山﨑 祥希（やまさき よしき、2002年2月17日 - ）は、ジャパンラグビーリーグワンのレッドハリケーンズ大阪に所属しているラグビーユニオン選手。

## 略歴
國學院大學栃木高等学校では、1年から先発ロックで花園（全国高等学校ラグビーフットボール大会）に出場。
2019年、高2の時、第15回全国高等学校合同チームラグビーフットボール大会にU17関東で先発ロックで出場し、優勝した。
中央大学では、1年時で、関東大学リーグ戦に全戦フル出場した。
2025年2月3日、ジャパンラグビーリーグワンのレッドハリケーンズ大阪へ、アーリーエントリーでの加入を発表した。